# Bart Janssen (dichter)
Bart Janssen (Hamont, 24 april 1959) is een Belgisch dichter en kunsthistoricus.
Bart Janssen studeerde kunstgeschiedenis en oudheidkunde aan de KU Leuven. Hij debuteerde als dichter in 1987 in De Brakke Hond, waarvan hij tussen 1991 en 2000 redactielid was. Janssen publiceerde o.a. in DW B, Poëziekrant, Revolver en De Vlaamse Gids. In 1995 ontving hij de Poëzieprijs Masereelfonds en in 2000 de Prijs voor Letterkunde van de Provincie Vlaams-Brabant. De vormgeving van Luc Derycke van zijn bundel ‘Opzicht’ werd in 2009 bekroond met de Plantin-Moretusprijs.
Bart Janssen werkt vaak in een nauw plastisch-literair verband samen met beeldend kunstenaars als Jef Geys, Ann Veronica Janssens, Caroline Van Damme, Dirk Zoete, Ward Dijck of illustratoren als Gerolf Van de Perre en Kris Nauwelaerts.
Zijn initiatief rond minimalistische poëzie, beeldende kunst, muziek en dans  leidde  tot performances en de bibliofiele uitgave: ‘Iets van niets’. Een expositie in 2006/7 met juwelen van Siegfried De Buck, foto’s van Luc Derycke en zijn gedichten in het Designmuseum te Gent kreeg vorm in de publicatie Ajour.
In 2008 maakte hij met Paul Bogaert en Ruben Van Gogh en de plastische kunstenaars Ward Dijck en Jason Eden de tentoonstelling ‘Papier. Gedicht’ in het Fort Napoleon te Oostende.
In Poëziezomer Watou in 2011 realiseerde hij  ‘Immersion’ met Ann Veronica Janssens. In Watou 2019 maakte hij met Koen Peeters een plastisch-literaire bijdrage over ‘Bomen’ (beeldend werk van o.a Jacques Charlier, Jef Geys, Peter Rogiers, Fik Van Gestel, Stefaan Vermuyten en teksten van o.a. Anneke Brassinga, Els Moors en Leo Pleysier).
Voor Het Lijsternest van Stijn Streuvels  realiseerde hij samen met Koen Peeters verschillende projecten en uitgaven in 2016 en 2017.
Bart Janssen was van 1995 tot 2016 coördinator van de postzegeluitgiften van bpost. Van 2016 tot 2019 werkte hij als  ‘editorial advisor’ in BOZAR.  Als kunsthistoricus werkt hij mee aan diverse activiteiten en publicaties over beeldende kunst. Vooral het werk van Jef Geys volgt hij op de voet en voorziet hij van commentaar. 

## Gedichtenbundels
- Grisailles. Gedichten, Lannoo, Tielt, 1994.
- Een losse draad. Gedichten, Lannoo, Tielt, 1996.
- Gedane wit. Gedichten, Lannoo, Tielt, 1999.
- Kwijtschrift. Gedichten, Lannoo, Tielt, 2001.
- Opzicht. Gedichten, Poëziecentrum, Gent, 2008.
- Mondgreep. Gedichten, Poëziecentrum, Gent, 2013.
- Tegen het scheuren. Gedichten, Poëziecentrum, 2016.
- Bewolkingen en andere gedichten, Poëziecentrum, 2020

## Andere publicaties
- Iets van niets, met Ann Veronica Janssens, Roland Jooris, Ivan Ollevier, Kurt De Boodt en Bart Janssen, Druksel, Gent, 2002.
- Bart Janssen, This is Belgium. Kunst in België, commentaren bij een postzegelreeks, Lannoo Tielt en De Post, 2005.
- Ajour. Juweel uit beeld, juwelen van Siegfried De Buck, foto’s van Luc Derycke en gedichten Bart Janssen, Medium, Gent, 2006.
- Ast, Schrijvers en kunstenaars openen Stijn Streuvels’ meesterwerk ‘Het leven en de dood in den ast’, met Filip Claus, Luc Devoldere, Dirk De Schutter, Ward Dijck, Koen Peeters en Gerolf Van de Perre, Lannoo, 2016.
- Geen dag zonder lijn. Wij, Langs de Wegen, met Koen Peeters en Dirk Zoete, Art Paper Editions, 2017.

- Digitale Bibliotheek voor de Nederlandse Letteren: jans033
- Gemeinsame Normdatei: 142564044
- International Standard Name Identifier: 0000 0000 8140 0989
- Nederlandse Thesaurus van Auteursnamen: 127722661
- Système universitaire de documentation: 134484592
- Virtual International Authority File: 60886730